# Lepista diemii
Lepista diemii är en svampart som beskrevs av Singer 1954. Lepista diemii ingår i släktet Lepista och familjen Tricholomataceae.   Inga underarter finns listade i Catalogue of Life.